# Миколаївка (Новопавлівська сільська громада)
Микола́ївка — село в Україні, у Синельниківському районі Дніпропетровської області. Входить до складу Новопавлівської сільської громади. Населення становить 70 осіб. 

## Історія
До 2016 року орган місцевого самоврядування - Богданівська сільська рада.
12 червня 2020 року, відповідно до розпорядження Кабінету Міністрів України № 709-р від «Про визначення адміністративних центрів та затвердження територій територіальних громад Дніпропетровської області», увійшло до складу Новопавлівської сільської громади.
19 липня 2020 року, в результаті адміністративно-територіальної реформи і ліквідації Межівського району, село увійшло до складу новоутвореного Синельниківського району.

## Географія
Село Миколаївка знаходиться на відстані 1 км про села Володимирівка і за 1,5 км від села Солоне. Поруч проходять автомобільна дорога Т 0406 і залізниця, станція Платформа 337 км за 1,5 км.